# Кубок УРСР з хокею на траві (чоловіки)
Кубок УРСР з хокею на траві— це чоловічий турнір з хокею на траві, який проводився 7 разів, з 1978 по 1990 рік, серед українських клубів.

## Історія
Початківцями цього виду спорту в Україні були чоловіча команда "Буревісник" з Чернівців, яка була створена 1975 року під керівництвом В.В.Янушевского і Б.І.Зажаєва і 
чоловіча і жіноча команди СК "Богатир" з Кривого Рогу, створені у 1976 році під керівництвом К.Г.Драчука.
Велику роль у розвитку хокею на траві сприяла чоловіча і жіноча команда київського «Спартак»  , які були створені 1977 року. З того часу з кожним роком все більша кількість команд стали з'являтися на хокейної карті України. І в 1980 році була утворена українська федерація хокею на траві (УФХТ).
Перший Кубок радянської України був проведений 1978 року. Останній турнір відбувся у 1990 році.

## Призери
| 1978 | Алушта     | «Університет» (Чернівці) | «Богатир» (Кривий Ріг)   |
| 1979 | Чернівці   | «Університет» (Чернівці) | «Богатир» (Кривий Ріг)   |
| 1980 | Маріуполь  | «Університет» (Чернівці) | «Свема» (Шостка)         |
| 1982 | Кривий Ріг | «Іскра» (Васильків)      | «Свема» (Шостка)         |
| 1983 | Вінниця    | «Спартак» (Кривий Ріг)   | «Буревісник» (Вінниця)   |
| 1986 | Мукачево   | «Університет» (Чернівці) | «Іскра» (Васильків)      |
| 1990 | Алушта     | «Іскра» (Васильків)      | «Університет» (Чернівці) |

## Див.також
- Кубок України з хокею на траві (чоловіки)
- Чемпіонат УРСР з хокею на траві серед чоловіків
- Чемпіонат УРСР з хокею на траві серед жінок
- Чемпіонат України з хокею на траві серед чоловіків
- Чемпіонат України з хокею на траві серед жінок